# Hatshausen
Hatshausen ist eine Ortschaft der Gemeinde Moormerland im niedersächsischen Landkreis Leer. Am 31. Dezember 2016 zählte Hatshausen 602 Einwohner, die auf 18,82 km² Fläche lebten.

## Geschichte

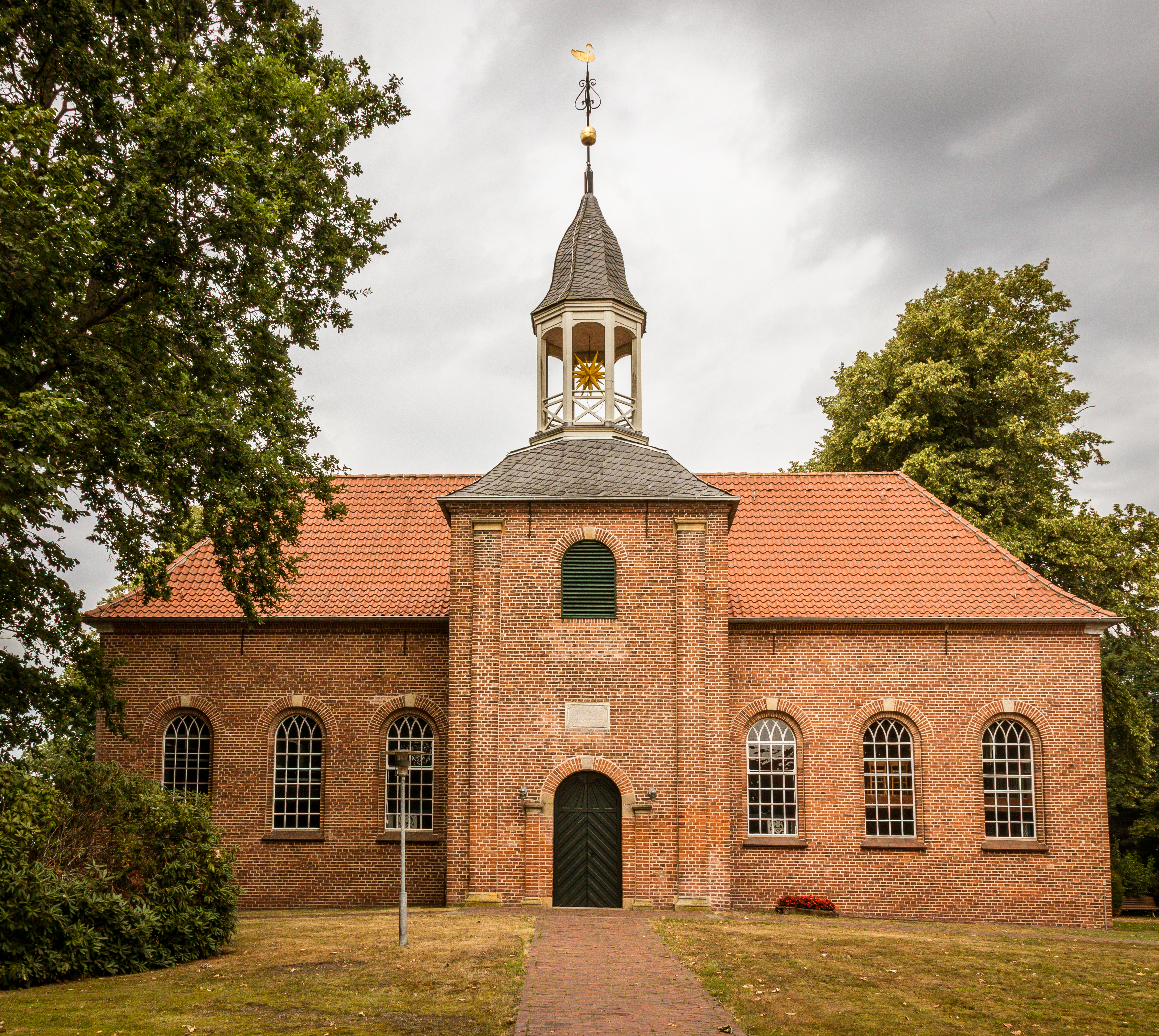
Lutherische Kirche in Hatshausen

Hatshausen wird erstmals im münsterschen Pfarrregister des 15. Jahrhunderts, als „Harstahusum“ genannt.
Am 21. Januar 1458 schwört der Häuptling Broder Galtisna zu Hatshausen dem Hamburger Ratsherrn und Amtmann zu Emdem, Wigershop die Urfehde. Galtisna schwört, dass er den Frieden halten, keine Blockhäuser und Festungen weder in Hatshausen noch sonst in Friesland erbauen will. Weiterhin schwört er, dass er nicht ohne ausdrückliche Genehmigung nach Emden kommen wird. Wenn er entgegen diesem Schwur handelt, sollen alle seine Güter verfallen sein. Memmo Eggena zu Timmel verbürgt sich für Broder Galtisna gegenüber den Hamburger, dass dieser Schwur gehalten wird.
Über Broder Galtisna weiß der Volksmund zu berichten, dass dieser um 1400 sein Unwesen getrieben haben soll. Angeblich hat er die Seeräuber begünstigt und ihnen das spätere Vorwerk Sieve des Johanniterklosters Hasselt als Schlupfwinkel und Stapelplatz für Beutewaren überlassen.
Um 1613 war der Prediger Johann Fabricius als Seelsorger in der Gemeinde tätig. Er gilt als der Entdecker der Sonnenflecken und verfasste darüber eine lateinische Schrift „De macullis in sole observatis“, die er im Jahr 1611 in Wittenberg drucken ließ. Ihm und seinem Vater David Fabricius wurde 1892 in Osteel ein Denkmal gesetzt.
Der Prediger Anton Christian Bolenius wirkte in der Zeit von 1707 bis 1716 in der Gemeinde. Er führte das Moorbrennen und damit den Buchweizenanbau in Ostfriesland ein.
Die Maria-Magdalena-Kirche datiert von 1783 und wurde axial auf der Grenze zu Ayenwolde erbaut.
Die ehemals selbständige Gemeinde bildet seit der am 1. Januar 1973 in Kraft getretenen Gemeindereform zusammen mit zehn weiteren Dörfern die Gemeinde Moormerland.

## Politik
Hatshausen wird politisch von einem 7-köpfigen Ortsrat vertreten.
Ortsbürgermeister ist Karl-Heinz Horst (CDU).